# Изворище
Изворище е село в Югоизточна България. То се намира в община Бургас, област Бургас.

## География
Около 280 м надморска височина. Разстоянието до общинския и областен център Бургас е 28 km. Намира се на пътя София – Слънчев бряг между Миролюбово и Каблешково. В подножието на Стара планина, с почти непрестанен лек вятър от склоновете на планината, кристално чист въздух, на около 20 км от морето. Мюсюлманско население, работливи и добри хора.

## История
Старото име на селото е Тержумен.

## Културни и природни забележителности
Вилната зона Изворище намира се между кв. Банево (Бургаски минерални бани) и с. Изворище,
наричана още Каптажа заради вододайната зона, към 2008 година е „селищно образувание“ според националния кадастър.
Множество вили, парцелирани на площи около 1 дка, раздадени според едно постановление за облагородяване на района, впоследствие закупени от собствениците. Имало е идея да бъде част от Зеления пръстен на Бургас. Близостта с гр. Бургас (22 км от центъра на града) и редовният автобусен транспорт са направили това кътче любимо място на много бургазлии.
Към момента (януари 2008) в района живеят 5-6 семейства от Англия. Много собственици на вили живеят постоянно във вилната зона, електроснабдено е, има разговори с ВиК за водоснабдяване, което няма да е технически проблем заради това, че централният водопровод от р. Камчия минава в непосредствена близост. Наличието на горите около Каптажа, паркът на Бургаски минерални бани и видимостта на Бургаския залив правят това място перфектно за релакс през уикендите.
1. ↑  www.grao.bg